# 예문여자고등학교
예문여자고등학교(叡文女子高等學校)는 대한민국 부산광역시 남구 용호동에 있는 사립 고등학교이다.

## 학교 연혁
- 1989년 5월 17일 : 학교법인 우석학원 설립 인가
- 1991년 3월 1일 : 예문여고 기공 및 초대 정태윤 이사장 취임
- 1992년 12월 1일 : 예문여자고등학교 개교 인가 (93학년도 7학급, 총 21학급 1,008명)
- 1992년 12월 1일 : 초대 신정욱 교장 취임
- 1993년 3월 5일 : 개교 및 제1회 신입생 입학식 (7학급 338명)
- 1993년 9월 15일 : 학급수 변경인가 (94학년도부터 학년당 10학급 총 30학급)
- 1996년 2월 15일 : 제1회 졸업식 (7학급 337명)
- 1997년 2월 13일 : 체육관(우석관) 준공
- 1999년 9월 15일 : 교육정보관(멀티미디어관) 개관
- 2001년 5월 15일 : 청아원, 송학관 준공
- 2002년 3월 30일 : 시청각실(청란관) 준공
- 2003년 11월 22일 : 디지털 도서관(청유당) 개관
- 2017년 3월 2일 : 제3대 정승호 이사장 취임
- 2020년 3월 2일 : 고교학점제 선도학교 운영
- 2021년 2월 28일 : 고교학점제 기반 조성 공간 구축 사업 완료
- 2021년 3월 2일 : 선진형 교과교실제 운영
- 2024년 3월 1일 : 제8대 차영재 교장 취임
- 2025년 2월 7일 : 제30회 졸업식(9학급 162명, 누계 10,434명)
- 2025년 3월 4일 : 제33회 입학식(8학급 160명)

## 참고 자료
- 예문여자고등학교 - 한국교육학술정보원 학교알리미